# محمد بن على الحداد الحسيني
محمد بن علي الحداد الحسيني (1865 - 9 فبراير 1939) (1282 - 20 ذو الحجة 1357) فقيه مالكي وقارئ مصري، وأحد أعلام القراءات في عصره بمصر، ومن كبار أعلام أسيوط. ولد بقرية بني حسين، وحفظ بها القرآن وجوده وعمره دون العشر. سكن القاهرة في 1877 وتعلم علوم الإسلامية والعربية على علمائها. اشتغل بالتدريس حتى تولّى مشيخة السادة المالكية بالجامع الأزهر. وفي سنة 1906 صدر أمر ملكي بتوليه مشيخة القراء، فصار شيخ القراء والمقارئ بالديار المصرية. كتب المصحف بيده على الطريقة الموافقة للرسم العثماني، فأقرته الحكومة المصرية واتخذته مرجعًا، وأمر فؤاد الأول بطبعه. كما قام بتأسيس جمعيات المحافظة على القراءة. له مؤلفات كثيرة في علوم القرآن. توفي في القاهرة عن 75 عامًا.

## سيرته
هو محمد علي بن خلف الحسيني، المعروف بالحداد نسبة إلى أبي بكر الحداد الكبير. ولد سنة 1282 هـ/ 1865 م في بلدة بني حسين من قرى أسيوط بصعيد بإيالة مصر، ونشأ بها. حفظ القرآن ثم التحق بالأزهر سنة 1294 هـ/ 1877 م، وأقام مع عمه حسن خلف الحسيني، وأخذ عنه علم التجويد. ثم حفظ الشاطبية و الدرة المضية، وقرأ عليه القرآن في مجالسه بمسجد خوند بركة، ثم قرأ عليه ختمة ثالثة، وأخذ علمي المعقول والمنقول عن شيوخ عصره منهم: سليم البشري، ومحمد أبو الفضل الجيزاوي، ويوسف الحواتكي، وهارون بن عبد الرازق، وإبراهيم الظواهري، ومحمد النجدي، ومحمد عبد الفتاح أبي النجا، ومحمد البحيري، وسالم عطاء الله البولاقي، ومحمد البجيرمي.

وفي سنة 1316 هـ نال شهادة العالية واشتغل بالتدريس في الأزهر، وفي سنة 1323 هـ/ 1905 م عيّن شيخًا للقراء في مصر فعرف بـ«شيخ القراء والمقارئ بالديار المصرية». وأخذ عنه كثير من العلماء والقراء، منهم : ولده أبو بكر الحداد، وعمران أبو زيد الأدفوي، وهمام قطب، ومحمد أحمد المغربي، وسيد غريب، وأبو الخير علي. وكتب مصحف الحكومة الذي طبع في عهد فؤاد الأول على الطريقة الموافقة للرسم العثماني.

توفي في ليلة الخميس 20 ذو الحجة سنة 1357/ 9 فبراير 1939 عن عمر ناهز 75 عامًا في القاهرة عاصمة المملكة المصرية، وخلّف تسعة بنين واثنتين من بنات.

## آثاره
من مؤلفاته:
- «القول السديد في بيان حكم التجويد»
- «فتح المجيد في علم التجويد»
- «تحفة الراغبين في تجويد الكتاب المبين»
- «إرشاد الإخوان لهداية الصبيان»
- «إرشاد الحيران إلى معرفة ما يجب اتباعه في رسم القرآن»
- «خلاصة النصوص الجلية في نزول القرآن وجمعه ووجوب اتباع رسم المصاحف العثمانية»
- «السيوف الساحقة لمنكر القراءات من الزنادقة»
- «الكواكب الدرية فيما يتعلق بالمصاحف العثمانية»
- «سعادة الدارين في بيان وعد آي معجز الثقلين»
- «المواهب الربانية فيما يتعلق بالمصاحف العثمانية»
- «شرح الشاطبية»

صدر له عن دار الغوثاني للدراسات القرآنية في دمشق أعماله الكاملة سنة 2010. (ردمك 9789933403508) 